# Selo Legenda “JORNAES”
O selo de 2 1/2 réis Jornaes destinava-se à franquia da remessa de jornais. O desenho de Eudóxio César Azedo Gneco e a impressão da Casa da Moeda, com uma tiragem total de 235.413.064 selos.

## Mais detalhes

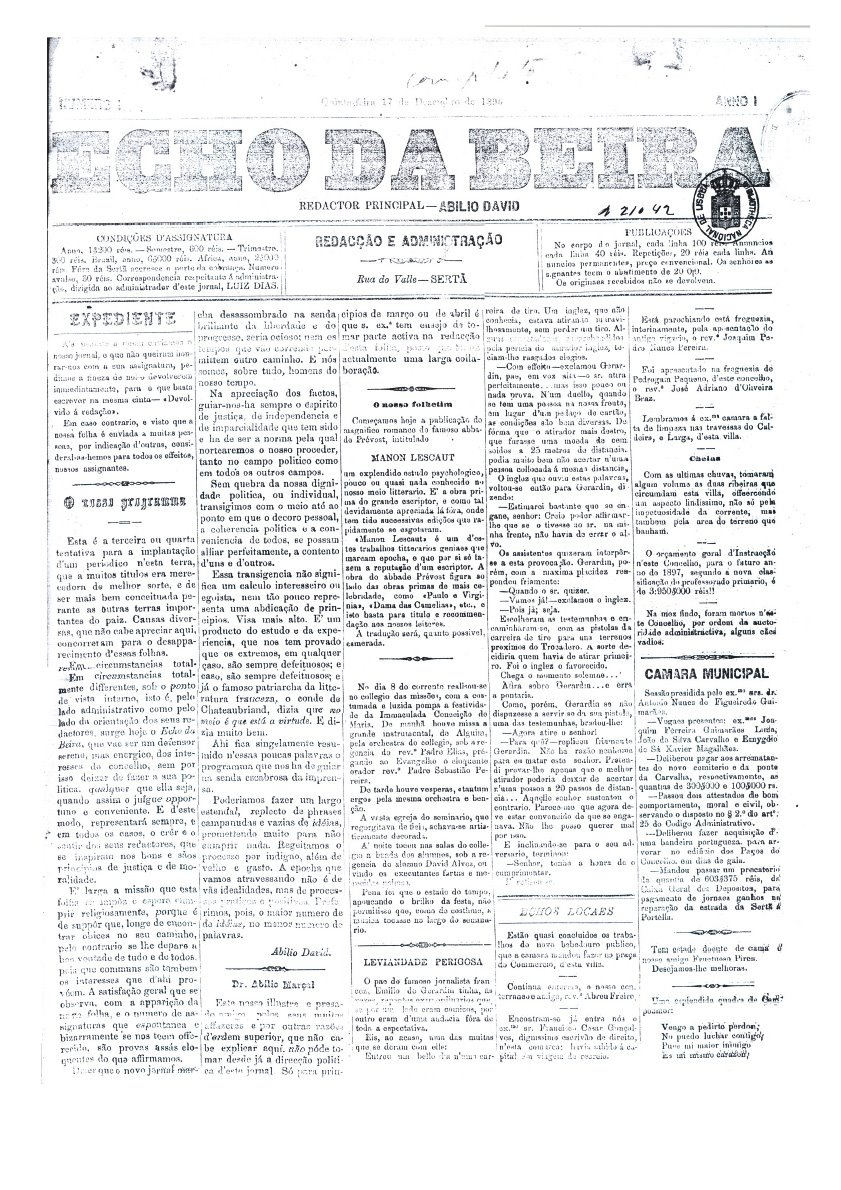
O Echo da Beira, de 1896.

| Emissão de 1876: - Papel liso fino ou médio - Folhas de 28 selos - Denteados 12,5 e 13,5 - Tiragem 98.327.064 Emissão de 1886: - Papel porcelana - Folhas de 150 selos - Denteados 11,5 - Tiragem 4.650.000 Emissão de 1887: - Papel liso fino ou médio - Folhas de 150 selos - Denteados 11,5 - Tiragem 113.550.000 Emissão de 1894: - Papel pontilhado em losangos - Folhas de 150 selos - Denteados 11,5 - Tiragem 18.886.000 Observações - Reimpressões em 1885 e 1905. - Tiragem total de 235.413.064 | A redução da franquia de remessa de jornais de 5 réis para 2,5 réis levou as autoridades postais a prever o aumento forte da circulação, o que trouxe a necessidade de emissão de uma série com a nova taxa, mas com menores custos de impressão e produção. Foi assim que surgiu a série "Jornaes", a primeira impressa tipograficamente e sem relevo em Portugal Continental. |